# Preludio y fuga en do mayor, BWV 531

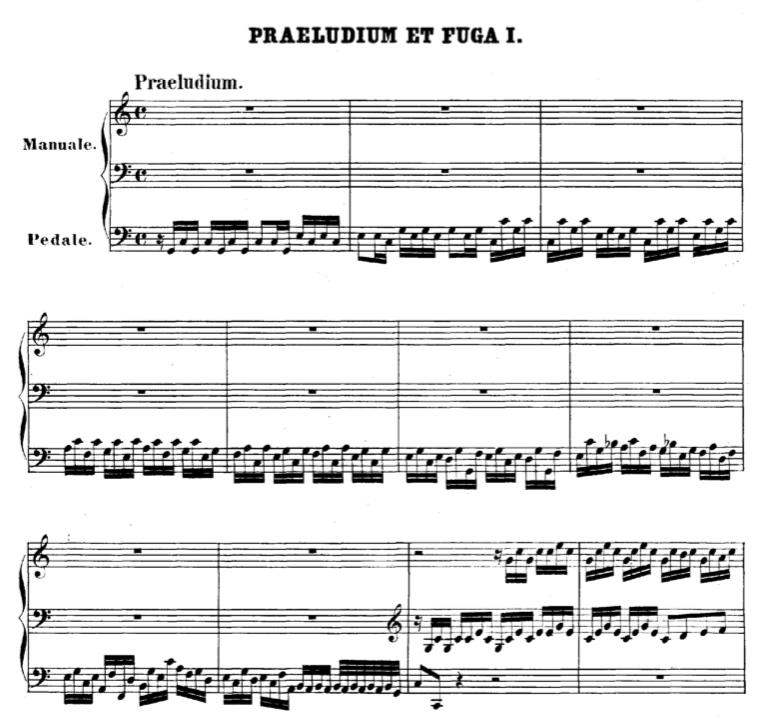
Partitura de Preludio y Fuga en do mayor de J.S. Bach.

El Preludio y Fuga en do mayor, BWV 531 es una pieza de órgano por el compositor alemán del barroco Johann Sebastian Bach. La pieza aparentemente fue escrita antes del periodo en Sajonia-Weimar (1708-1717).

## Análisis

### Preludio
El Preludio en do mayor se trata de una música más exuberante. La idea de la apertura propulsora con el pedal del Preludio en sucesivas notas rápidas, que se elevan en arpegios, le brinda un aspecto feliz, y de celebración a la misma.

### Fuga
Técnicamente la Fuga está escrita con un patrón de diferentes intervalos, y un sujeto muy peculiar, además la Fuga es de mayor duración que el Preludio. Los pedales interrumpen la textura contrapuntística de la Fuga antes que esta se desarrolle por completo, con cierta medida de estallido a las uniones de octavas (a los que las voces superiores responden con acordes de seis voces, no hay mantenimiento estricto de la textura a cuatro voces aquí), es un momento mágico en el repertorio de órgano. Bach termina esta Fuga de órgano con una breve cuasi-cadencia, de la talla de la que ya se ha escuchado al final del Preludio como una especie de puente a la Fuga.